# Ernest Bertrand Boland
Ernest Bertrand Boland OP (* 10. Juli  1925 in Providence, Rhode Island; † 28. Mai 2023 in Pawtucket, Rhode Island) war ein römisch-katholischer Geistlicher und Bischof von Multan.

## Leben
Ernest Bertrand Boland trat der Ordensgemeinschaft der Dominikaner bei und empfing am 9. Juni 1955 die Priesterweihe.
Papst Paul VI. ernannte ihn am 17. Mai 1966 zum Bischof von Multan. Der Bischof von Providence, Russell Joseph McVinney, spendete ihm am 25. Juli desselben Jahres die Bischofsweihe; Mitkonsekratoren waren Bernard Matthew Kelly, Weihbischof in Providence, und Fulton John Sheen, Weihbischof in New York. Am 20. Oktober 1984 trat er von seinem Amt zurück.

## Einzelnachweis
1. ↑  Rest in Peace Most Reverend Ernest Bertrand Boland, O.P., D.D. In: dioceseofprovidence.org. 31. Mai 2023, abgerufen am 31. Mai 2023 (amerikanisches Englisch).

| Vorgänger                  | Amt                          | Nachfolger   |
| -------------------------- | ---------------------------- | ------------ |
| Aloysius Louis Scheerer OP | Bischof von Multan 1966–1984 | Patras Yusaf |

| Personendaten    | Personendaten                                                        |
| ---------------- | -------------------------------------------------------------------- |
| NAME             | Boland, Ernest Bertrand                                              |
| KURZBESCHREIBUNG | US-amerikanischer Ordensgeistlicher, emeritierter Bischof von Multan |
| GEBURTSDATUM     | 10. Juli 1925                                                        |
| GEBURTSORT       | Providence, Rhode Island                                             |
| STERBEDATUM      | 28. Mai 2023                                                         |
| STERBEORT        | Pawtucket, Rhode Island                                              |